# Emirato de Nekor
El Emirato de Nekor, señorío de Nekor, de Necor o de los saléhidas fue un reino rifeño musulmán situado en el Rif, al norte de Marruecos. Su capital fue Tensamán y luego Nekor. 
El emirato duró del 710 al 1019 y la ciudad de Nekor fue destruida definitivamente por el caudillo almorávide Yusuf ibn Tašufin en el año 473 de la H. (1080-81 d. C.).

## Geografía
Frente a la  isla de Alhucemas se encuentran las ruinas de Nekor, capital del antiguo emirato de su nombre, cuyo puerto Meses-ma, también en ruinas, fue importante ciudad almohade.

## Historia
Fue el primer principado o señorío musulmán del norte de África, fundado por Saleh Ben Dris el Himiari, árabe que vino con Musa ibn Nusair el año 91 de la hégira, cuando Tárik hizo la primera algara en Algeciras y Gibraltar, un año antes del definitivo desembarco en la península. Se independizó del Califato omeya. Era uno de los principados que ocupaban en el IX el territorio del moderno Marruecos, junto con los Bargawata de la costa atlántica, los midraríes de Siyilmasa y idrisíes. Sus señores, los salihíes, eran musulmanes sunitas, a diferencia de otros señores de la región. El emirato mantenía buenas relaciones con el emirato de Córdoba.
Su señor Saíd ibn Salih se negó en el 917 a someterse a los fatimíes, por lo que el califa fatimí ordenó a su lugarteniente y gobernador de Tahart Masala ibn Habus, caudillo miknasí, que marchase contra él. Ibn Habus tomó y saqueó la capital del emirato el 26 de junio, tras matar a Ibn Salih en combate. Tres de los hijos del fallecido partieron a refugiarse a la península ibérica, pues los salihíes eran desde antiguo vasallos de los omeyas cordobeses. Dos años más tarde, Salih ibn Saíd ibn Salih al-Yatim («el Huérfano»), recobró Nekor y ajustició al gobernador kutamí que habían dejado encargado de la plaza los conquistadores fatimíes.
La capital fue conquistada y arrasada algunos años después por el cliente fatimí Musa ibn Abi l-Afiya, como represalia por el apoyo que Abderramán III, aliado del emir salihí, estaba dando a los idrisíes más al oeste. Volvió a reconstruirse y a tener un señor salihí, pero fue de nuevo conquistada por los ejércitos fatimíes en septiembre del 935. Los habitantes se rebelaron una vez más, asesinaron al gobernador kutamí dejado por los fatimíes y tomaron un nuevo señor salihí. La dinastía se mantuvo en el poder hasta comienzos del siglo XI.